# Ovanåker (commune)

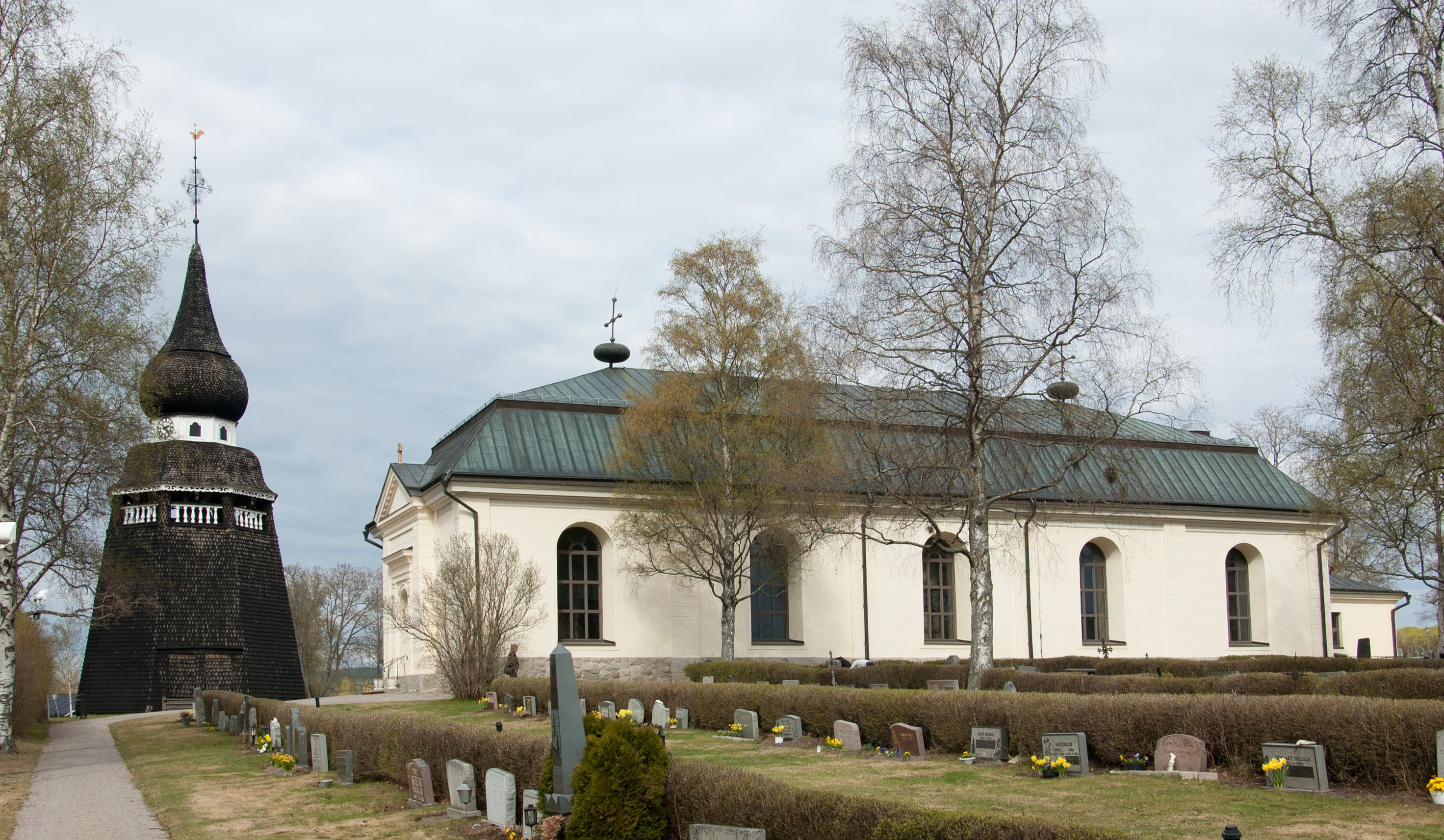
L'église

La commune d'Ovanåker est une commune du comté de Gävleborg en Suède, située dans la province historique de Hälsingland. 11 432 personnes y vivent.
Cette commune tient son nom du petit village d'Ovanåker, qui ne compte que 212 habitants (2010), mais son chef-lieu est situé à Edsbyn, localité la plus peuplée de la commune avec près de 4 000 habitants.

## Localités principales
- Alfta
- Edsbyn
- Ovanåker
- Roteberg
- Runemo
- Viksjöfors